# بيل دلفين
بيل دلفين (مواليد 23 أكتوبر 1999) هي ممثلة إباحية، عارضة ويوتيوبر جنوب إفريقية - إنجليزية. تصفها وسائل الإعلام بأنها إي-جيرلز.